# ジーン・クラーク
ハロルド・ユージーン・クラーク（Harold Eugene Clark, 1944年11月17日 - 1991年5月24日）は、アメリカ合衆国のシンガーソングライター。

## 経歴
バーズ、ディラード&クラークなどでの活躍をはじめとした、そのシンガーソングライター的な作風と朴訥でありながら哀愁の漂うボーカルで人気を得た。
ニュー・クリスティ・ミンストレルズを経て、1964年ロジャー・マッギン、デヴィッド・クロスビーらとともにバーズを結成。「ミスター・タンブリン・マン」（ボブ・ディラン作）、「すっきりしたぜ」（クラーク作）などのヒットにより、スターダムにのし上がるが、1966年にバーズを脱退した。原因は、飛行機恐怖症とも、自作曲の印税によるメンバーとの収入格差のトラブルともいわれる。バーズ初期のオリジナル曲のほとんどは、彼の作品であった。
脱退直後の1967年には「ジーン・クラーク・ウィズ・ゴスディン・ブラザーズ」名義でアルバムをリリース。その後、ディラード&クラークとしての活動やソロ活動などで数多くの佳曲を生み出すも、ヒットチャートからは離れた活動となった。
1977年、バーズ時代の盟友、ロジャー・マッギンとクリス・ヒルマンと共に「マッギン・クラーク&ヒルマン」を結成、シングル「Don't You Write Her Off」がビルボードホット100にて33位を記録したが、クラークの健康状態等に問題があったためにセカンドアルバムに少しだけ参加したが、脱退する事になった
1991年、心臓疾患のため死去した。死後もさまざまな未発表曲の編集版やトリビュートアルバム『Full Circle』（2000年）がリリースされる。

## ディスコグラフィー
- Mr. Tambourine Man （1965年）  - The Byrds
- Turn! Turn! Turn! （1965年）  - The Byrds
- Gene Clark With The Gosdin Brothers （1967年）  - Gene Clark with Gosdin Brothers
- The Fantastic Expedition Of Dillard & Clark （1968年）  - The Dillard & Clark Expedition
- Through The Morning, Through The Night （1969年）  - Dillard & Clark
- Gene Clark（White Light） (1971年）  - Solo
- Roadmaster （1973年）  - Solo
- Byrds （1973年）  - The Byrds
- No Other （1974年）  - Solo
- Two Sides To Every Story （1977年）  - Solo
- McGuinn, Clark & Hillman （1979年）  - McGuinn, Clark & Hillman
- City （1980年）  - McGuinn & Hillman
- Firebyrd （1984年）  - Solo
- So Rebellious A Lover （1987年）  - Gene Clark & Carla Olson
- Silhouetted In Light （1992年）  - Gene Clark & Carla Olson